# 아빠 언니
《아빠 언니》(일본어: とと姉ちゃん)는 2016년 4월 4일부터 10월 1일까지 방송된 NHK 연속 TV 소설의 제94시리즈 작품이다.

## 등장인물
코하시 츠네코 - 타카하타 미츠키
본작의 주인공.
코하시 타케조 - 니시지마 히데토시
츠네코의 아버지.
코하시 키미코 - 키무라 타에
츠네코의 어머니.
코하시 마리코 - 사가라 이츠키
츠네코의 여동생.
코하시 요시코 - 스기사키 하나
츠네코의 여동생.
코하시 테츠로 - 무카이 오사무

아오야기 타키코 - 다이치 마오

쿠마이 에이타로 - 카타오카 츠루타로

아오야기 키요시 - 오노 타쿠로

모리타 마츠 - 아키노 요코

모리타 소키치 - 피에르 타키

모리타 테루요 - 히라이와 카미

모리타 토미에 - 카와에이 리나

나카다 아야 - 아베 준코

호시노 타케조 - 사카구치 켄타로

토도 치요 - 카타기리 하이리

하나야마 이사지 - 카라사와 토시아키

고탄다 이치로 - 오이카와 미츠히로

타니 세이지 - 야마구치 토모미츠

미즈타 쇼헤이 - 이토 아츠시

## 스태프
- 작 - 니시다 마사후미
- 음악 - 엔도 코지
- 주제가 - 우타다 히카루 〈꽃다발을 너에게〉
- 이야기 - 단 후미
- 연출 - 오오하라 타쿠, 오카다 타케시, 후지나미 히데키, 쇼엔 타케히로
- 프로듀서 - 본코바라 마코토
- 제작 통괄 - 오치아이 마사루

## 방송 일자
| 주                                                              | 회        | 방송일              | 부제                                | 연출                            | 시청률 |
| --------------------------------------------------------------- | --------- | ------------------- | ----------------------------------- | ------------------------------- | ------ |
| 1                                                               | 01 - 06   | 4월 4일 ~ 4월 9일   | 츠네코, 아버지와 약속하다           | 오오하라 타쿠                   | 21.7%  |
| 2                                                               | 07 - 012  | 4월 11일 ~ 4월 16일 | 츠네코, 여동생을 위해서 달리다      | 오오하라 타쿠                   | 22.1%  |
| 3                                                               | 013 - 018 | 4월 18일 ~ 4월 23일 | 츠네코, 처음으로 할머니와 대면하다  | 오오하라 타쿠                   | 23.0%  |
| 4                                                               | 019 - 024 | 4월 25일 ~ 4월 30일 | 츠네코, 편입 시험에 도전하다        | 오카다 타케시                   | 23.1%  |
| 5                                                               | 025 - 030 | 5월 2일 ~ 5월 7일   | 츠네코, 신종을 발견하다             | 쇼엔 타케히로                   | 22.9%  |
| 6                                                               | 031 - 036 | 5월 9일 ~ 5월 14일  | 츠네코, 타케조의 마음을 알다        | 오카다 타케시                   | 23.2%  |
| 7                                                               | 037 - 042 | 5월 16일 ~ 5월 21일 | 츠네코, 비즈니스에 도전하다         | 오오하라 타쿠                   | 22.9%  |
| 8                                                               | 043 - 048 | 5월 23일 ~ 5월 28일 | 츠네코, 직업부인이 되다             | 오카다 타케시                   | 22.7%  |
| 9                                                               | 049 - 054 | 5월 30일 ~ 6월 4일  | 츠네코, 초임급을 받다               | 쇼엔 타케히로                   | 22.9%  |
| 10                                                              | 055 - 060 | 6월 6일 ~ 6월 11일  | 츠네코, 프러포즈 받다               | 오오하라 타쿠                   | 23.4%  |
| 11                                                              | 061 - 066 | 6월 13일 ~ 6월 18일 | 츠네코, 실업하다                    | 후지나미 히데키                 | 22.7%  |
| 12                                                              | 067 - 072 | 6월 20일 ~ 6월 25일 | 츠네코, 하나야마 이사지와 만나다    | 오카다 타케시                   | 23.4%  |
| 13                                                              | 073 - 078 | 6월 27일 ~ 7월 2일  | 츠네코, 방공연습에 힘쓰다           | 오카다 타케시                   | 21.9%  |
| 14                                                              | 079 - 084 | 7월 4일 ~ 7월 9일   | 츠네코, 출판사를 세우다             | 오오하라 타쿠                   | 21.5%  |
| 15                                                              | 085 - 090 | 7월 11일 ~ 7월 16일 | 츠네코, 하나야마의 과거를 알다      | 오오하라 타쿠                   | 22.7%  |
| 16                                                              | 091 - 096 | 7월 18일 ~ 7월 23일 | “당신의 생활” 탄생하다              | 후지나미 히데키                 | 24.0%  |
| 17                                                              | 097 - 102 | 7월 25일 ~ 7월 30일 | 츠네코, 하나야마와 단절하다         | 후지나미 히데키                 | 23.2%  |
| 18                                                              | 103 - 108 | 8월 1일 ~ 8월 6일   | 츠네코, 핫케이크를 만들다           | 오카다 타케시                   | 22.6%  |
| 19                                                              | 109 - 114 | 8월 8일 ~ 8월 13일  | 마리코, 히라츠카 라이초를 만나다    | 오오하라 타쿠 하시모토 만요     | 22.3%  |
| 20                                                              | 115 - 120 | 8월 15일 ~ 8월 20일 | 츠네코, 상품 시험을 시작하다        | 후지나미 히데키 호리우치 유스케 | 24.5%  |
| 21                                                              | 121 - 126 | 8월 22일 ~ 8월 27일 | 츠네코, 아이들을 돌보다             | 안도 다이스케                   | 22.9%  |
| 22                                                              | 127 - 132 | 8월 29일 ~ 9월 3일  | 츠네코, 호시노에게 꿈을 말하다      | 쇼엔 타케히로                   | 22.9%  |
| 23                                                              | 133 - 138 | 9월 5일 ~ 9월 10일  | 츠네코, 일과 가정의 양립에 고민하다 | 오카다 타케시                   | 22.7%  |
| 24                                                              | 139 - 144 | 9월 12일 ~ 9월 17일 | 츠네코, 작은 행복을 소중히 하다     | 오오하라 타쿠                   | 22.0%  |
| 25                                                              | 145 - 150 | 9월 19일 ~ 9월 24일 | 츠네코, 큰 집을 세우다              | 후카가와 타카시                 | 22.5%  |
| 26                                                              | 151 - 156 | 9월 25일 ~ 10월 1일 | 하나야마, 츠네코에게 감사를 표하다  | 오오하라 타쿠                   | 22.6%  |
| 평균 시청률 22.8% (시청률은 비디오 리서치 조사, 칸토 지구·세대) |           |                     |                                     |                                 |        |

## 스핀오프 드라마
《아빠 언니 또 다른 이야기 〈후쿠스케 인형의 비밀〉》의 제목으로 2016년 11월 19일 NHK BS 프리미엄 19시 - 19시 55분에 방송되었다. 외식 집 모리타야가 배경이 된다.